# Середняя (Вологодская область)
Середняя — упразднённая деревня в Сямженском районе Вологодской области.
Входит в состав Коробицынского сельского поселения, с точки зрения административно-территориального деления — в Коробицинский сельсовет. Позже в состав Ногинского сельского поселения.
Расстояние по автодороге до районного центра Сямжи — 52 км, до центра муниципального образования Георгиевской — 12 км. Ближайшие населённые пункты — Пудково, Гора, Коробицыно.
По данным переписи в 2002 году постоянного населения не было.
9 мая 2020 года была упразднена.